# 二螳属
二螳属（学名：Betamantis）是色翅螳科下的一个属。

## 下属物种
本属包括以下物种：
- 异二螳 Betamantis aliena Werner, 1906
- 小缘二螳 Betamantis marginella Thunberg, 1815